# Amblypodia arestina
Amblypodia arestina är en fjärilsart som beskrevs av Evans 1925. Amblypodia arestina ingår i släktet Amblypodia och familjen juvelvingar. Inga underarter finns listade i Catalogue of Life.